# Олюнин, Николай Алексеевич
Николай Алексеевич Олюнин (11 ноября 1885, Кронштадт — 19 августа 1943, Хельсинки) — русский морской офицер, капитан 2-го ранга, участник Белого движения.

## Биография
- 1905 — Окончил Морской корпус. Мичман (Высочайший приказ по Морскому ведомству за № 594 от 21.02.1905)
- 29 марта 1909 — Лейтенант.
- 1910 — Окончил артиллерийские офицерские классы.
- Младший артиллерийский офицер учебного судна «Пётр Великий» Учебно-артиллерийского отряда Балтийского флота.
- Старший артиллерийский офицер учебного судна «Пётр Великий».
- И. д. старшего офицера учебного судна «Пётр Великий».
- 1914 — В составе Учебно-артиллерийского отряда Балтийского флота.
- 1915 — Флагманский артиллерийский офицер штаба Начальника Або-Оландской шхерной позиции и судов той же позиции.
- 30 июля 1916 — Старший лейтенант.
- Март 1918 — ушёл со службы.
- 1919 — Во время первого похода на Петроград состоял в Отдельном корпусе Северной армии.
- Выехал в Финляндию, где занимал должность заведующего регистрацией Санкт-Михельской губернии.
- 1 июля 1919 — Командирован из Финляндии через Стокгольм в Северную область.
- 26 июля 1919 — Артиллерийский офицер линейного корабля «Чесма».
- Сентябрь 1919 — Флагманский артиллерийский офицер Речной флотилии капитана 1-го ранга Чаплина.
- 24 ноября 1919 — Преподаватель класса комендоров в школе Морских сил (Приказ Командующего Морскими силами и Главного командира портов Северной области № 1339).
- 1 декабря 1919 года — капитан 2-го ранга со старшинством со 2 октября 1919 года (Постановление Временного Правительства Северной области).
- 24 декабря 1919 — Член комиссии, созданной «для выработки программы и способа ведения занятий с артиллеристами Речной флотилии для достижения наибольших результатов огня в бою при совместной работе флотилии с сухопутными частями и для ознакомления с методами стрельбы по сухопутным целям» (Приказ Командующего Морскими силами и Главного командира портов Северной области № 1446).
- 30 декабря 1919 — Утверждён в должности артиллерийского офицера флотилии (Приказ Командующего Морскими силами и Главного командира портов Северной области № 1473).
- 31 декабря 1919 — Член комиссии для проэкзаменования воинских чинов на кондукторские звания (Приказ Командующего Морскими силами и Главного командира портов Северной области № 1474).
- Командир бронепоезда «Адмиралъ Колчакъ» на Двинском фронте.
- 15.6.1920-1921 — в лагере в Варде (Норвегия).

В эмиграции проживал в Финляндии. Похоронен в Хельсинки на православном кладбище.

## Награды
- орден Святой Анны 3-й степени с мечами и бантом (23.05.1916) за отличия в делах против неприятеля
- орден Святой Анны 2-й степени с мечами (17.04.1919)